# Obata Toramori
Obata Toramori (jap. 小畠 虎盛; * 1491; † 14. Juli 1561) war ein Samurai und militärischer Befehlshaber gegen Ende der Sengoku-Zeit. Er diente zwei Generationen der Fürstenfamilie Takeda, Nobutora und seinem Sohn Shingen. Sein Kindheitsname war Sonjuro. 
Er wird zu den Fünf Berühmten Vasallen von Takeda bzw. zu den Vierundzwanzig Generälen von Takeda gezählt. Der Nachname Obata ist nicht korrekt (Obata war der Name einer Kriegerfamilie in der Provinz Ueno und wurde von seinem Sohn Masamori übernommen, der von Takeda Shingen die Erlaubnis erhielt, den Namen anzunehmen. Einige genealogische Aufzeichnungen deuten darauf hin, dass Toramori ein entfernter Verwandter des Ueno Obata-Klans war). Seine Töchter waren Heiemon, Tochter von Ichikawa Toshinaga (Baegunsai), und Hara von Yozaemon (Koyogunkan).
Ursprünglich aus der Provinz Toe stammend, übersiedelte er 1500 nach Kai, als sein Vater Kobatake Hijo (Moritsugu) in den Dienst von Takeda Nobutora trat. Im Alter von 14 Jahren trat er die Nachfolge der Familie an, als sein Vater 1504 bei der Niederschlagung der Rebellion von Imai Nobumasa getötet wurde. Als Fußgeneral unter Nobutoras Kommando war er an der Vereinigung der Provinz Kai und an Schlachten gegen die Klans Imagawa und Go-Hojo beteiligt. Als Fukushima Masanari unter den Imagawa im ersten Jahr der Daiei-Ära in Kai einfiel, sollen er und Hara Toratane als Speerspitzen an der Spitze des Angriffs gestanden haben. Er erhielt das chinesische Schriftzeichen für "Tiger" und den Namen Toramori und war wegen seiner Tapferkeit als "Onitora" („Geist-Tiger“) bekannt.
Nachdem Shingen Nobutora 1542 vertrieben hatte, folgte er Shingen in die Schlacht, und als Shingen 1551 dem buddhistischen Orden beitrat, rasierte er sich zusammen mit Hara Toratane, Sanada Yukitaka und anderen den Kopf und nahm den Namen Nichii an. Während der Eiroku-Ära trat er als Stellvertreter von Kosaka Masanobu in die Burg Kaizu ein und war als Feldherr gegen den Uesugi-Clan aktiv. Er nahm an 36 Schlachten teil und erhielt dafür 36 Belobigungsschreiben. 41 Mal wurde er verwundet. Er starb am 14. Juli (andere Quellen sagen: 2. Juni) 1561 (Eiroku 4) im Alter von 71 Jahren an einer Krankheit. 